# Диса Леонід Юхимович
Леонід Юхимович Диса (20 жовтня 1953, с. Новодубище Красилівський район Хмельницька область — 5 січня 2012) — український театральний актор, режисер, Заслужений артист України (2002).

## Життєпис
Народився 20 жовтня 1953 року в селищі Новодубище Красилівського району Хмельницької області.
Восьмирічну школу закінчив у селі Новодубище. 
З 1970-го — завідуючий сільським клубом у селі Чернелівка. 
1972-го призваний до лав Радянської Армії.
У 1975 році закінчив Театральну студію при Київському національному академічному драматичному театрі ім. Івана Франка ( викладачі В. Дашенко, П. Нятко, П. Сергієнко). Відтоді працював у Хмельницькому українському музично-драматичному театрі  ім. Г. Петровського (нині Хмельницький обласний академічний музично-драматичний театр ім. Михайла Старицького).

## Творчість
- Пилип – «Наймичка» Т. Шевченко
- Андрійко – «Весілля в Малинівці» Л. Юхвід
- Антіох – «Діоген» В. Костянтинов, Б. Рацер
- Тарас Шевченко – «Катерина» Т. Шевченко
- Стецько – «Сватання на Гончарівці» Г. Квітка-Основ'яненко
- Чаплинський – «Богдан Хмельницький» М. Старицький
- Зупан – «Циганський барон» Й. Штраус
- Омелько – «Дай серцю волю, заведе в неволю» М. Кропивницький
- Калитка – «Сто тисяч» І. Карпенко-Карий
- Сотник Забрьоха – «Конотопська відьма» З. Сагалов
- Мартин Боруля – «Мартин Боруля» І. Карпенко-Карий
- Георгій – «Весільний марш» В. Азерніков
- Стефан – «Сімейний уїк-енд» Ж. Пуаре
- Чийсь Чоловік – «Моя парижанка» Робер Ламуре
- Шпак – «Шельменко-денщик» Г. Квітка-Основ′яненко
- Бальбок – «Дерева вмирають стоячи» А. Касон
- Чиновник банку – «Вовчиха» за О. Кобилянською
- Петро Григорович – «Євангеліє від Івана» А. Крим
- Свиня – «Дуже проста історія» М. Ладо
- Король – «Бременські музиканти» В. Ліванов, Ю. Ентін
- Месьє Карльє – «Блез» К. Маньє
- Таран – «Фараони» О. Коломієць
- Кайдаш – «Кайдашева сім’я» І. Нечуй-Левицький
- Бобчинський – «Ревізор» М. Гоголь

## Нагороди
- 1992 — лауреат Хмельницької обласної премії ім. Тараса Шевченка
- 2002 — Заслужений артист України